# Nikolaus I Joseph Esterházy de Galantha

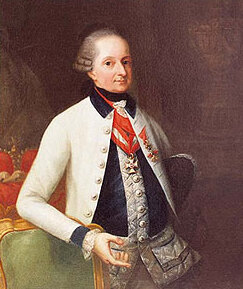
Furst Nikolaus I.

Nikolaus I Joseph Esterházy de Galantha, född 18 december 1714 i Wien, död där 28 september 1790, var en ungersk furste och militär, sonson till Paul I Esterházy de Galantha.
Esterházy tog en framstående del i österrikiska tronföljdskriget och sjuårskriget, och blev fältmarskalk 1768. Han var en stor främjare av vetenskap och konst, i synnerhet musik, och var bland annat Joseph Haydns beskyddare.